# Ajcharaporn Kongyot
 Ajcharaporn Kongyot  (tailandês: อัจฉราพร คงยศ;pronúncia: Atcharaphon Khongyot) (Nakhon Si Thammarat, 18 de junho de 1995) é uma voleibolista indoor tailandesa atuante na posição de Ponta e também Oposto  pelos clubes nacionais, com marca de alcance no ataque de 308 cm e 295 de alcance no bloqueio e representou as categorias de base da Seleção Tailandesa  sendo semifinalista no Campeonato Asiático Juvenil de 2010 no Vietnã e também na edição de 2012 na Tailândia, além da conquista da medalha de prata no Campeonato Asiático Sub-23 de 2015 nas Filipinas.Pelo time principal foi semifinalista no Grand Prix de 2012,   vice-campeã do Montreux Volley Masters 2016 na Suíça, medalhista de ouro em duas edições dos Jogos do Sudeste Asiático, nos anos de 2013 e 2015, Myanmar e Singapura, respectivamente; traz em seu currículo a medalha de ouro na Copa Asiática de 2012 no Cazaquistão, além da medalha de ouro na edição do Campeonato Asiático de 2013 na Tailândia, possui um bronze na edição de 2015 na China. Em clubes foi medalhista de bronze no Campeonato Asiático de Clubes de 2012 na Tailândia.

## Carreira
Iniciou a prática do voleibol na infância e quando estudava no Colégio Bodindecha (Sing Singhaseni) o representou na categoria juvenil do Campeonato Provincial Electricity Authority (P.E.A) de 2010, vestindo a camisa#12 foi eleita a Melhor Jogadora (MVP) da competição e também a Melhor Atacante.
Foi convocada para categoria juvenil para representar a Seleção Tailandesa no Campeonato Asiático Juvenil de 2010 na cidade de  Cidade de Ho Chi Minh, na condição de reserva vestia a camisa#15 e alcançou a fase semifinal, finalizando na quarta colocação. Sua trajetória profissional começou pelo  Supreme Nakhonsi atuando na temporada 2010-11.
No ano de 2011 foi inscrita pela Seleção Tailandesa, principal,  na edição do Grand Prix com a camisa#14 e alcançou a sexta colocação geral. Transferiu-se para o Chang na temporada 2011-12, por este clube alcançou o bronze na XVI Copa da Princesa  de Clubes, ou seja, Campeonato Asiático de Clubes de 2012 disputado em Nakhon Ratchasima.
Voltou a competir pelo Colégio e novamente eleita a Melhor Jogadora (MVP) do Campeonato Juvenil da P.E.A 2012.Neste mesmo ano foi convocada para  o elenco juvenil da Seleção Tailandesa  e alcançou o quarto lugar no Campeonato Asiático Juvenil de  2012, nas cidades tailandesas de Nakhon Pathom e Ratchaburi, e esta categoria representou o país nos Jogos Universitários ASEAN de 2012 na cidade Laos conquistando a medalha de ouro.E disputou também pela seleção principal a edição do Pré-Olímpico Mundial em Tóquio finalizando na quinta posição.
Ainda em 2012 foi convocada para elenco principal para disputar o Grand Prix  cuja fase final deu-se em Ningbo, e vestindo a camisa#18 e finalizou na quarta colocação e pela seleção principal alcançou a medalha de ouro na Copa Asiática de 2012 na cidade de Almaty.
E retornou ao  clube que a projetara, ou seja, o Supreme Nakhonsi no período 2012-13 alcançando quinta colocação na Liga A Tailandesa  correspondente e  foi eleita a Melhor Sacadora da edição.
Foi condecorada como um distintivo de honra da corte real  de Comandante (3ª classe) da Ordem do Elefante Branco em 2013. Neste mesmo ano representou a Seleção Tailandesa, categoria juvenil,  na edição do Campeonato Mundial Juvenil de 2013 em Brno na República Tcheca, quando vestiu a camisa#18 finalizando na décima oitava colocação. Também nesta temporada pela seleção competiu na edição da Copa dos Campeões no Japão e finalizou na quinta posição.
Competiu novamente no Campeonato Provincial Electricity Authority (P.E.A) de 2013, categoria juvenil, e recebeu os prêmios de Melhor Sacadora e Maior Pontuadora. Representou a Seleção de Bangkok na XXIX edição dos Jogos Nacionais da Juventude de 2013, conquistando o título e foi eleita a Melhor Jogadora.
Em 2013 também serviu a Seleção Tailandesa na edição do Grand Prix , cuja fase final foi em Sappro,  vestiu a camisa#18 e finalizou na décima terceira colocação e ainda neste ano alcançou a medalha de ouro no Campeonato Asiático na cidade de Nakhon Ratchasima.
Renovou com o Supreme Chonburi conquistou o vice-campeonato na Superliga Thai-Denmark 2013, equivalente a Copa da Tailândia e alcançou a sexta posição na Liga A Tailandesa 2013-14 eleita a Melhor Ponteira da competição, e nesta temporada também jogou a Proliga da Indonésia 2013-14 pelo Jakarta Bank DKI.
Pela Seleção Tailandesa Sub-23 disputou o Torneio Internacional da VTV, organizado pela Federação de Voleibol do Vietnã, sediado em Bac Ninh (cidade) , patrocinado pela Vietnam Television e conquistou o vice-campeonato e eleita a Melhor Atacante.
Ainda em 2014 representou a Seleção Tailandesa na edição do Grand Prix de 2014 agora subdividido em grupos  e atuou por esta seleção no chamado Primeiro Grupo, novamente com a camisa#18 encerrando na décima primeira posição.Nesta mesma temporada pela seleção alcançou a quinta posição na Copa Asiática de 2014 na cidade de Shenzhen e disputou sua primeira edição do Campeonato Mundial pela seleção principal, que ocorreu na Itália, novamente vestiu a camisa#18, finalizando na décima sétima posição.
Renovou com o  Supreme Chonburi para temporada 2014-15 finalizando na sexta colocação e foi a Melhor Ponteira desta edição e ficou na quinta posição  também na Copa da Tailândia 2015 (Super Liga Thai-Denmark ).
Em 2015 serviu a Seleção Tailandesa, categoria adulto,  na conquista da medalha de bronze no Campeonato Asiático em Tianjin;já pela Seleção Sub-23 disputou a edição do Campeonato Asiático da categoria em Pasig, ocasião que contribuiu para a conquista da medalha de prata e ainda por este elenco de base disputou novamente  o Torneio Internacional da VTV de 2015 sediado emBac Lieu conquistando o título e eleita a primeira Melhor Ponteira, pela seleção principal disputou o Grand Prix de 2015 no chamado Primeiro Grupo, novamente com a camisa#18 encerrando na nona posição.
Ainda em 2015 foi condecorada por parte da realeza ao receber a Medalha de Ouro (6º classe) de  honra ao mérito da Ordem do Direkgunabhorn. Em mais uma temporada pelo Supreme Chonburi conquistou o vice-campeonato na Liga A Tailandesa 2015-16 e o vice-campeonato na Copa da Tailândia (Super Liga Thai-Denmark) de 2016 e nesta competição  foi a Maior Pontuadora e MelhorAtacante.
Em 2016  recebeu o Prêmio  Mthai Top Talk-About na categoria  "Top Talk About Sport Woman" e neste ano foi convocada para Seleção Tailandesa para disputar o Pré-olímpico Mundial I no Japão, dentro desta competição disputou o Pré-Olímpico da Ásia e Oceania, encerrando na quinta colocação  e não alcançando a qualificação para a Olimpíada de 2016 no Rio de Janeiro, em seguida disputou pela seleção a edição do Montreux Volley Masters deste ano e conquistou a medalha de prata e integrou a seleção ideal do campeonato, como  segunda Melhor Ponteira, as estatísticas brilhou como 99 pontos registrados, destes  89 de ataques, 4 de bloqueios e 6 de saques. Ainda em 2016 foi convocada para Seleção Tailandesa para disputar a edição do Grand Prix.

## Títulos e resultados
- Grand Prix:2012[9]
- Campeonato Asiático Juvenil:2010,[3]2012[1]
- Torneio Internacional VTV:2014,[22]2015[28]
- Copa da Tailândia:2013,[1] 2016[32]
- Liga A Tailandesa:2016[1][32]
- Campeonato Tailandês de Seleções Juvenil:2013[16]

## Premiações individuais
- 2ª Melhor Ponteira do Montreux Volley Masters  de 2016[36]
- Maior Pontuadora da Copa da Tailândia de 2016[32]
- Melhor Atacante da Copa da Tailândia de 2016[32]
- Melhor Ponteira do Torneio Internacional VTV  de 2015[28]
- Medalha de Ouro de Honra ao Mérito (6ª classe) da Ordem do Direkgunabhorn de 2015[31]
- Melhor Atacante do Torneio Internacional VTV  de 2014[22]
- Melhor Ponteira da Liga A Tailandesa de 2014-15[1]
- Melhor Ponteira da Liga A Tailandesa de 2013-14[1]
- Comandante (3ª classe) da Ordem do Elefante Branco de 2013[11]
- MVP do Campeonato Tailandês de Seleções Juvenil de 2013[16]
- Melhor Sacadora do Campeonato Juvenil P.E.A de 2013[1]
- Maior Pontuadora do Campeonato Juvenil P.E.A de 2013[1]
- MVP da Liga A Tailandesa de 2012-13[10]
- MVP do Campeonato Juvenil P.E.A de 2012[1]
- MVP do Campeonato Juvenil P.E.A de 2010[1]
- Melhor Atacante do Campeonato Juvenil P.E.A de 2010[1]